# Basil Boniface
Basil Boniface (ur. 6 stycznia 1962) – seszelski bokser, olimpijczyk.
Pochodził z dystryktu Les Mamelles. Wystąpił na Letnich Igrzyskach Olimpijskich 1984 w wadze półśredniej. W 1/32 finału miał wolny los. W pojedynku 1/16 finału przegrał przed końcem regulaminowego czasu z powodu krwawienia głowy, a jego pogromcą był Kieran Joyce z Irlandii.